# Vieraea
Vieraea es un género monotípico de plantas fanerógamas perteneciente a la familia de las asteráceas. Su única especie: Vieraea laevigata, se encuentra en las Islas Canarias.

## Descripción
Vieraea laevigata es una especie endémica de Tenerife. Mide hasta 1 m de altura, con tallos grisáceos. Las hojas, de hasta 5 cm son carnosas, de ovadas a ovado-lanceoladas, acentuadamente dentadas hacia la punta, de color verde claro o glaucas. La inflorescencia tiene de 5-10 capítulos, de color amarillo y de 2-3 cm de diámetro. 

## Hábitat
Se encuentra en riscos de las medianías bajas del sector noroeste de la isla de Tenerife. 

## Taxonomía
Vieraea laevigata fue descrita por (Willd.) Webb ex Sch.Bip. y publicado en Histoire Naturelle des Îles Canaries 2: 226, t. 84. 1842.
Etimología
Vieraea: género monotípico dedicado a José de Viera y Clavijo (1731-1813), religioso, poeta e historiador canario, autor de "Historia de Canarias" y del "Diccionario de Historia Natural de las Islas Canarias".
laevigata: epíteto que procede del latín laevigatus, que significa "liso", lo que en este caso se refiere al carácter glabro de sus hojas.
Sinonimia
- Buphthalmum coriaceum Hort. ex Loudon
- Buphthalmum laevigatum Brouss. ex Willd.
- Donia canariensis Less.
- Jasonia laevigata (Willd.) DC.[4]

## Nombre común
Se conoce como "amargosa".